# Barcos a vapor no porto de Rouen
Barcos a vapor no porto de Rouen é uma pintura do final do século XIX de Camille Pissarro. Feita em óleo sobre tela, a pintura retrata uma cena de navegação na cidade portuária de Rouen, na França. Pissarro pintou a obra no seu quarto no Hotel de Paris, que dava para um dos cais da cidade. A pintura é semelhante à Manhã, Um dia nublado, Rouen de Pissarro e ambas as obras estão na coleção do Metropolitan Museum of Art.